# Десята жертва (фільм, 1965)
«Десята жертва» (італ. La Decima Vittima) — італійська фантастична сатирична кінокомедія 1965 року режисера Еліо Петрі знята за сценарієм Тоніно Гуерри на основі оповідання Роберта Шеклі «Сьома жертва» (Seventh Victim).

## Сюжет

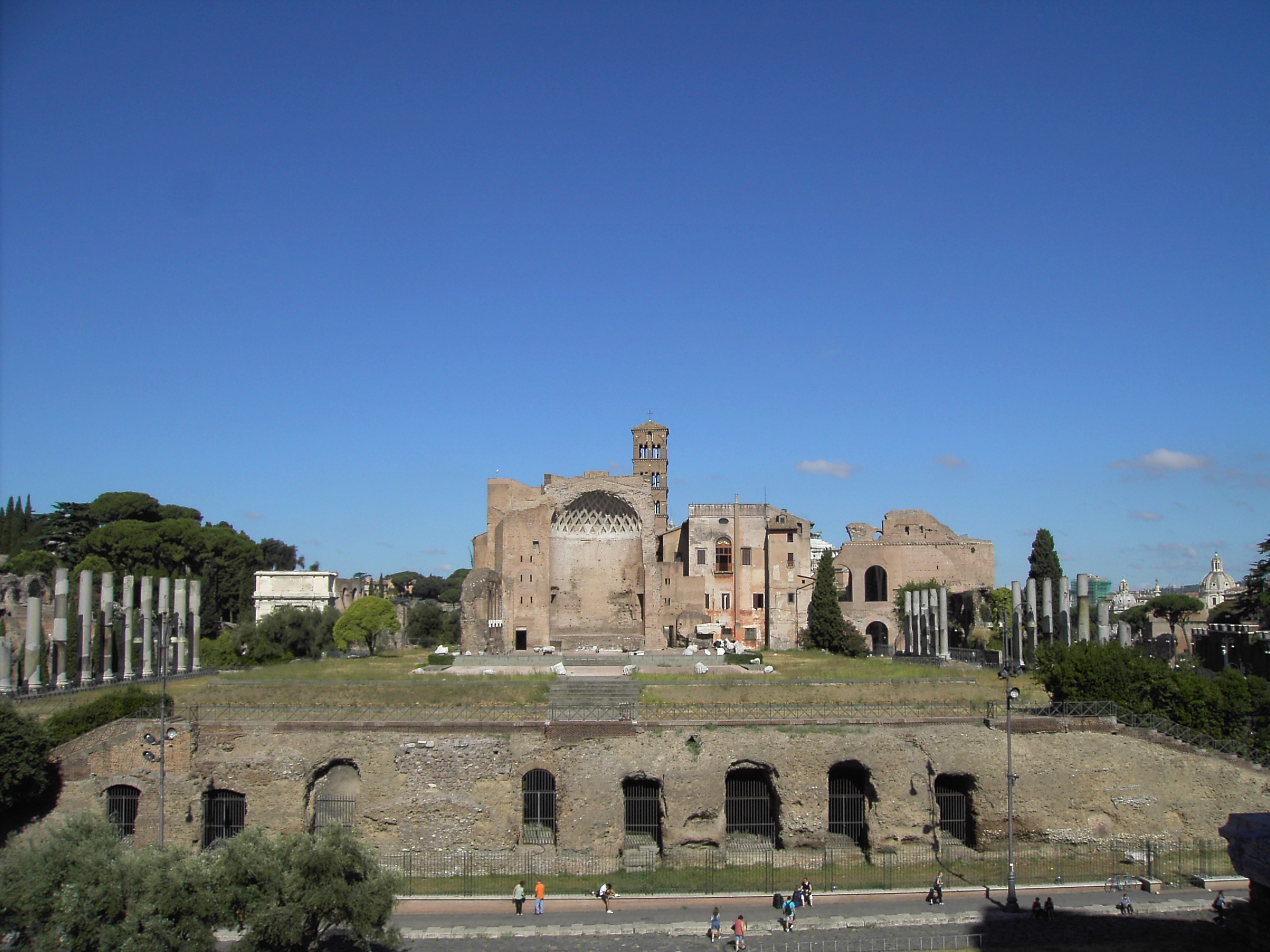
Храм Венери і Роми в Римі

В «далекому» ХХІ столітті, коли людство уже очевидно перестріляло всю дичину на полюваннях і щоб не допустити до здійснення незаконних убивст і воєн, єдиною «розвагою» для заспокоєння тваринних інстинктів стало узаконене полювання на людей. Жертву і вбивцю вибирає комп'ютер, а переможець крім «спортивного» азарту отримує і грошову винагороду. Італійський шоумен-мисливець Марчелло Полетті (Марчелло Мастроянні), який успішно «вполював» свою чергову жертву, знову без грошей. Однак, тепер за вибором комп'ютера, він уже сам є жертвою американки Кароліни Мередіт (Урсула Андрес), яка прилетіла до Риму, щоб за сценарієм шоу у «Храмі Венери» підстрелити свою десяту жертву і отримати 1 000 000 доларів преміальних. Хто ж виграє, жертва чи мисливець?

## Ролі виконують
- Марчелло Мастроянні — Марчелло Полетті
- Урсула Андресс — Кароліна Мередіт
- Ельза Мартінеллі — Ольга
- Сальво Рандоне[it] — професор
- Массімо Серато[it] — адвокат Россі
- Міло Квесада[it] — Руді
- Луче Боніфассі — Лідія Полетті
- Джордж Ванг — китайський хакер
- Еві Рігано — жертва
- Волтер Вільямс — Мартін Тіббетт

## Цікаво
- Основною декорацією фільму є Храм Венери і Роми в Римі, де Кароліна повинна збити Марчелло, з Колізеєм на задньому плані.
- Усі костюми для цього фільму були спроектовані французьким модельєром Андре Курежем.
- Пісню «Спіральний вальс» [Архівовано 26 грудня 2021 у Wayback Machine.], яку співає Міна Мадзіні, написавав П'єро Піччоні на слова Серджіо Бардотті.